# دیگ بخار لوله‌آبی

نمودار شماتیک یک دیگ بخار لوله آبی از نوع دریایی

یک دیگ بخار لوله‌آبی با فشار بالا  (بویلر واترتیوب) گونه‌ای از دیگ بخار است که در آن آب در لوله‌هایی که از بیرون با آتش گرم می‌شوند؛ گردش می‌کند. سوخت در داخل کوره سوخته، گاز داغی ایجاد می‌کند که آب در لوله‌ها را گرم می‌کند. در دیگ‌های کوچکتر، لوله‌های مولد اضافی در کوره جدا هستند، در حالی که دیگ‌های بخار بزرگتر به لوله های پر از آب که در دیوارهای کوره را قرار گرفته‌اند برای تولید بخار تکیه می‌کنند. 